# 北病院 (愛知県)

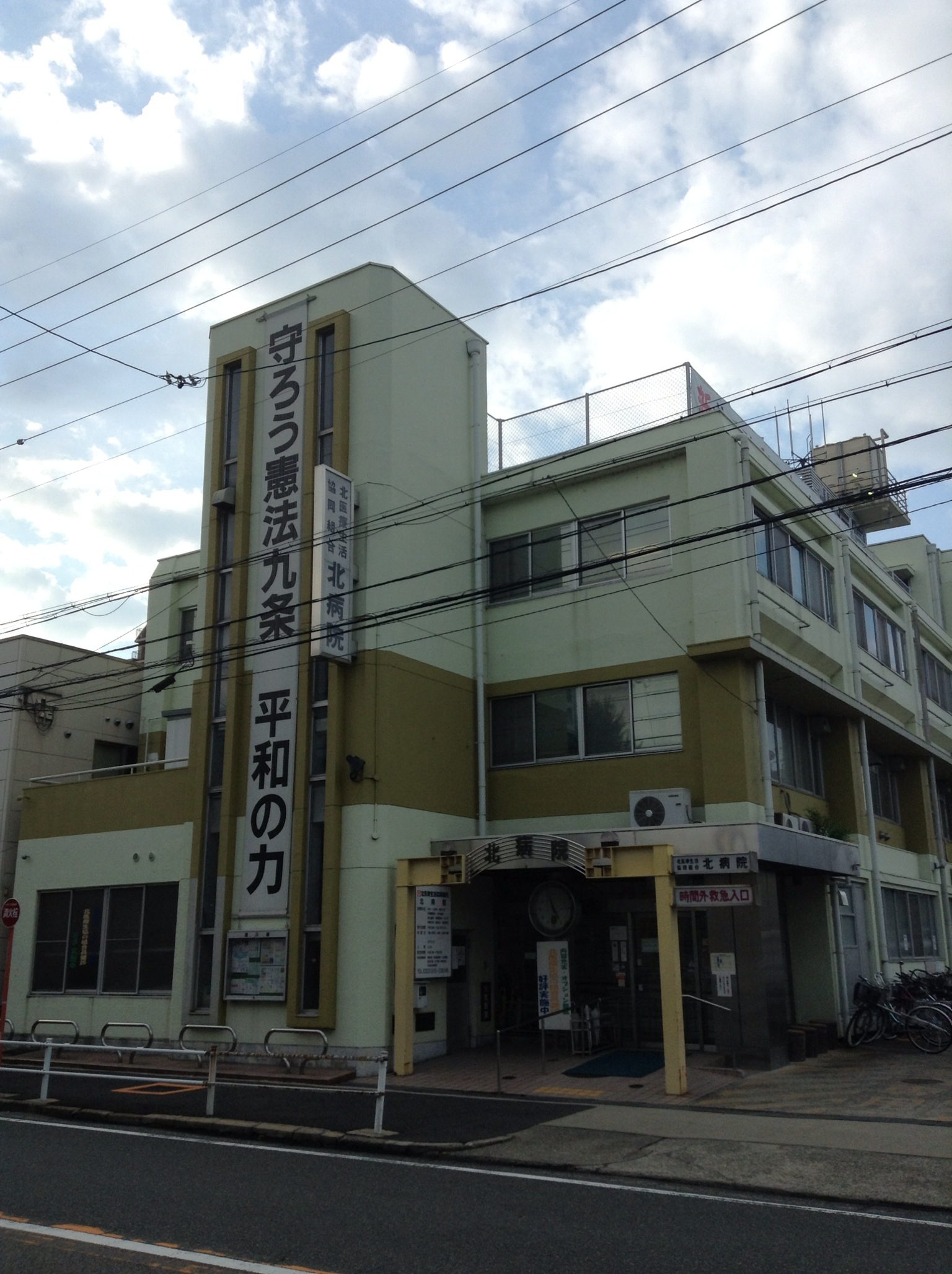
2013年（平成25年）当時

北病院（きたびょういん）は、北医療生活協同組合が愛知県名古屋市北区上飯田南町に設置する病院。

## 概要
救急告示病院であり、52床（一般病床：12床、急性期一般入院料：6、地域包括ケア病床：40床）を備える。
全日本民主医療機関連合会（民医連）に加盟している。

## 診療科
この節の出典
- 内科
- 老年内科
- 循環器内科
- 消化器内科
- 呼吸器内科
- 小児科
- 整形外科
- 神経内科
- 耳鼻咽喉科
- 皮膚科
- 放射線科
- リハビリテーション科

## 医療機関の認定
この節の出典
- 保険医療機関
- 労災保険指定医療機関
- 指定自立支援医療機関（精神通院医療）
- 身体障害者福祉法指定医の配置されている医療機関
- 生活保護法指定医療機関
- 指定小児慢性特定疾病医療機関
- 原子爆弾被害者一般疾病医療取扱医療機関
- 公害医療機関
- 特定疾患治療研究事業委託医療機関

## 特徴
病院の理念により、差額ベッド料（個室料）を徴収していない。

## 院内設備
院内デイケア
理学療法士、作業療法士、言語聴覚士などの個別リハビリに加え、集団リハビリも行う。
病児・病児後保育室『にじ』
院内に病児保育施設を設ける。名古屋市病児・病後児デイケア事業。

## 交通アクセス
- 名古屋市営地下鉄上飯田線「上飯田駅」下車、2番出口より徒歩で約2分[8]。
- 名鉄小牧線「上飯田駅」下車、2番出口より徒歩で約2分[8]。
- 名古屋市営バス「上飯田」停留所より徒歩で約2分[8]。

## 周辺
- 名古屋上飯田郵便局[8]
- 名古屋市消防局：特別消防隊第三方面隊[8]
- 社会医療法人愛生会：総合上飯田第一病院[8]